# Ventiseri
Ventiseri is een gemeente in het Franse departement Haute-Corse (regio Corsica). Ventiseri telde op 1 januari 2022 2.593 inwoners.

## Geografie
De oppervlakte van Ventiseri bedroeg op 1 januari 2022 46,7 vierkante kilometer; de bevolkingsdichtheid was toen 55,5 inwoners per km². Het dorp Ventiseri ligt in de heuvels op een hoogte van ongeveer 457 meter. Ten zuiden van de gemeente Ventiseri ligt de gemeente Solaro. Het militair vliegveld met de naam 'Solenzara' ligt evenwel op het grondgebied van Ventiseri, in het zuidoosten van de gemeente.
De onderstaande kaart toont de ligging van Ventiseri met de belangrijkste infrastructuur en aangrenzende gemeenten.

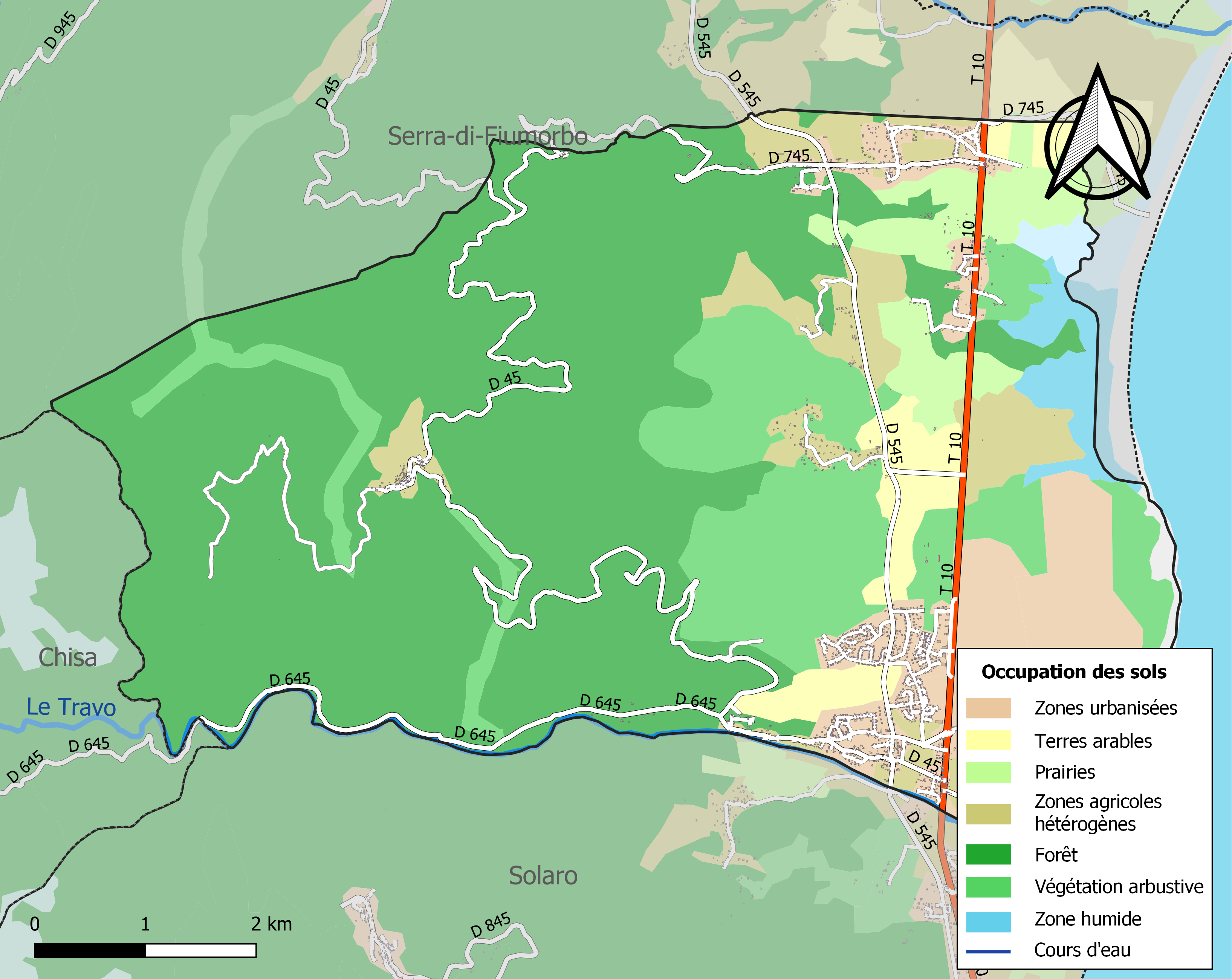

## Demografie
Onderstaande figuur toont het verloop van het inwonertal.
Vanwege een beveiligingsprobleem met de MediaWiki Graph-software is het momenteel niet mogelijk deze grafiek weer te geven. Zodra de software is bijgewerkt zal de grafiek vanzelf weer zichtbaar worden.